# Ptochophyle bradyspila
Ptochophyle bradyspila är en fjärilsart som beskrevs av Louis Beethoven Prout 1934. Ptochophyle bradyspila ingår i släktet Ptochophyle och familjen mätare. Inga underarter finns listade.